# Onthophagus haafi
Onthophagus haafi là một loài bọ cánh cứng trong họ Bọ hung (Scarabaeidae).